# گراز اروپای مرکزی
گراز اروپای مرکزی (نام علمی: Sus scrofa scrofa) نام یک زیرگونه از گونه گراز است.